# New York Stock Exchange
Pour les articles homonymes, voir Bourse.
Le New York Stock Exchange ou NYSE (communément appelée Bourse de New York en français), aussi appelé Wall Street, fondée en 1792 est la plus importante bourse de valeurs des États-Unis.
C'est aussi la plus importante bourse au monde, avec une capitalisation totale dépassant les 30 000 milliards de dollars en 2025.
Le NYSE présente la particularité de fonctionner en partie physiquement avec des traders sur place. Son grand concurrent, le NASDAQ, est lui 100 % électronique.
Le principal indice du NYSE est le Dow Jones Industrial Average, qui regroupe les 30 plus grosses entreprises du NYSE selon leur capitalisation boursière.
Les échanges sur le NYSE se déroulent du lundi au vendredi entre 9 h 30 et 16 h (heure locale), ce qui correspond en heure normale d'Europe centrale à un créneau entre 15 h 30 et 22 h. Le commerce des actions se fait au 11, Wall Street, alors que le siège du NYSE se trouve à proximité, dans le quartier financier du sud de Manhattan, au 18, Broad Street.
Le NYSE est la propriété de l'entreprise Intercontinental Exchange (ICE).

## Histoire

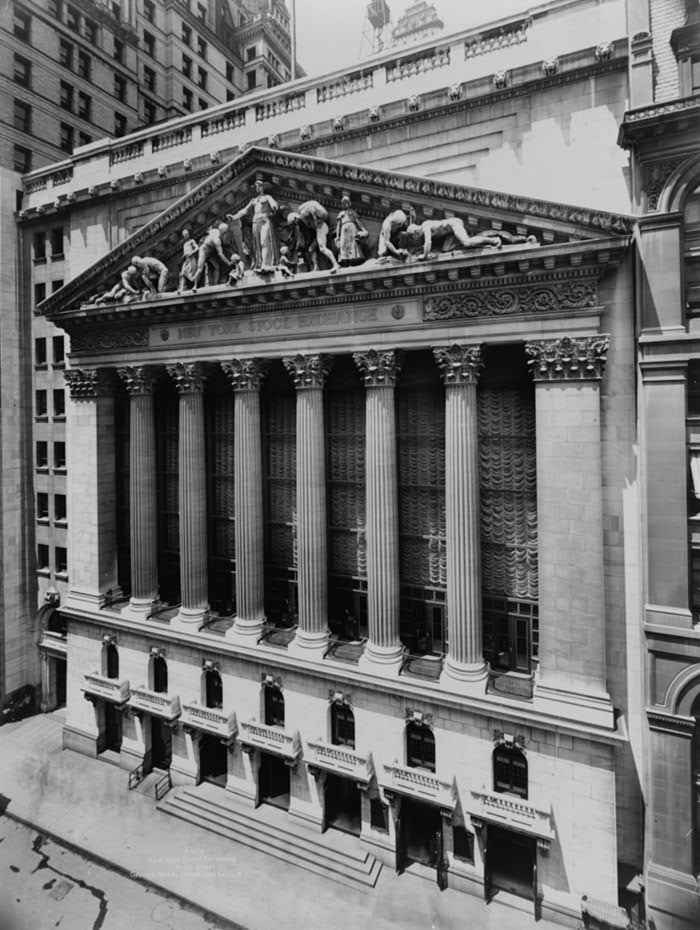
Le New York Stock Exchange Building, construit en 1903.

Son origine remonte à la signature, par 24 agents de change de New York le 17 mai 1792, d'une convention dite « l’accord de Buttonwood », c'est-à-dire du platane d'Amérique, du nom de l'arbre (le buttonwood tree en anglais) sous lequel ils avaient l'habitude de se réunir, situé à l'emplacement de l'actuel 68, Wall Street.
À la création, la cotation officielle se limite pour commencer à cinq titres, trois obligations d'État et deux actions de banques. L'activité croît très vite pour atteindre un pic de 380 000 actions en 1817, avant d'être divisée par six en quelques années puis de rebondir à partir de 1830 et la première cotation d'actions de sociétés de chemin de fer. Sur le marché hors-côte, l'immobilier est actif dès la fin du XVIIIe siècle en partie grâce au scandale de Yazoo Land.
Le 8 mars 1817, une charte de l'organisation est rédigée renommant la bourse de New York « New York Stock & Exchange Board ». La bourse porte son nom actuel depuis 1863. Anthony Stockholm (en) en fut le premier président. La première place des changes était une salle louée pour 200 $ par mois au 40, Wall Street, en 1817. Ce bâtiment fut détruit lors du grand incendie de New York de 1835.
En 1830, la Mohawk and Hudson Railroad est la première société de chemin de fer à entrer en Bourse de New York.
En 1863, la bourse new-yorkaise prend officiellement le nom de New York Stock Exchange (NYSE) et déménage deux ans plus tard au 10-12, Broad Street.

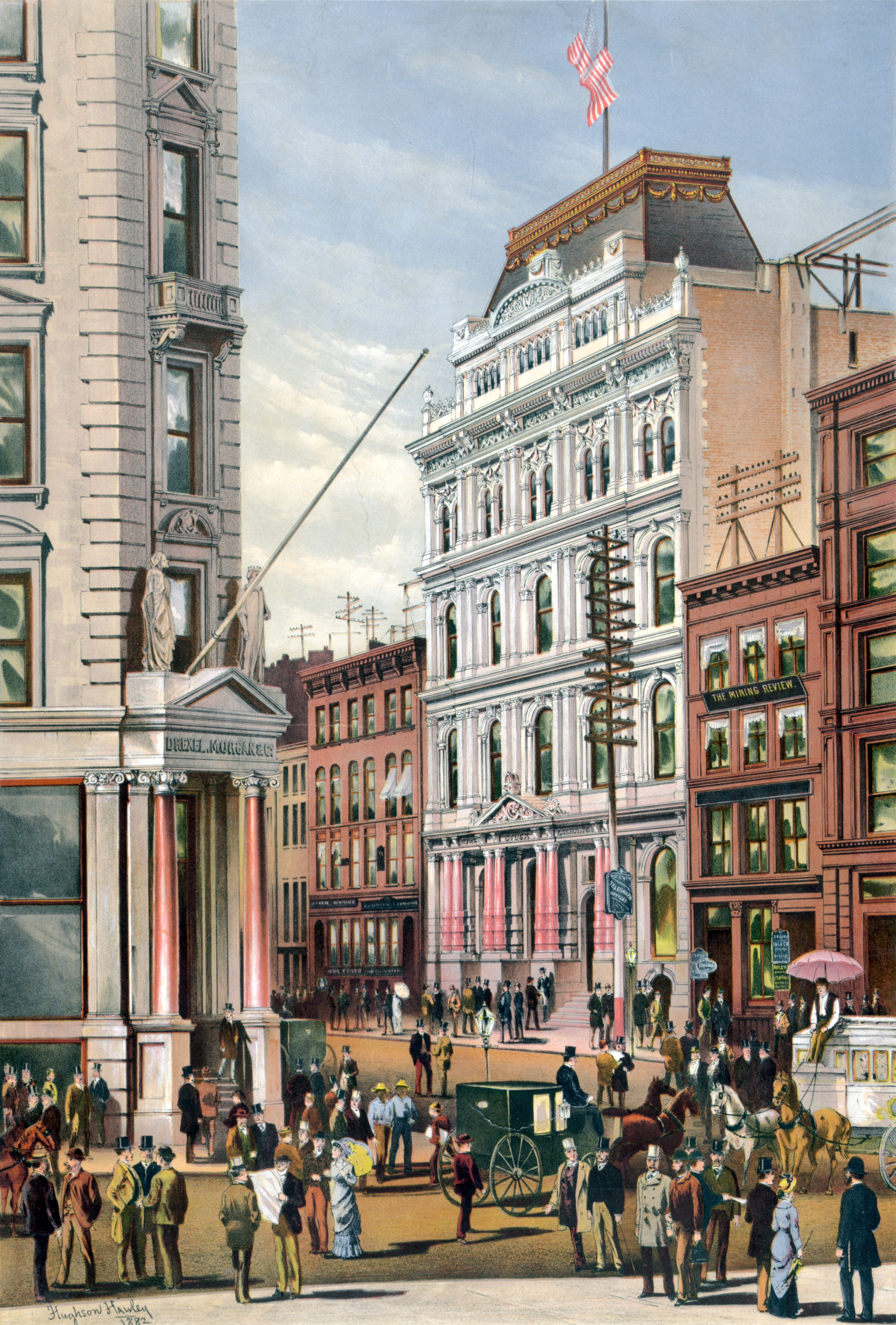
La Bourse de New York en 1882.

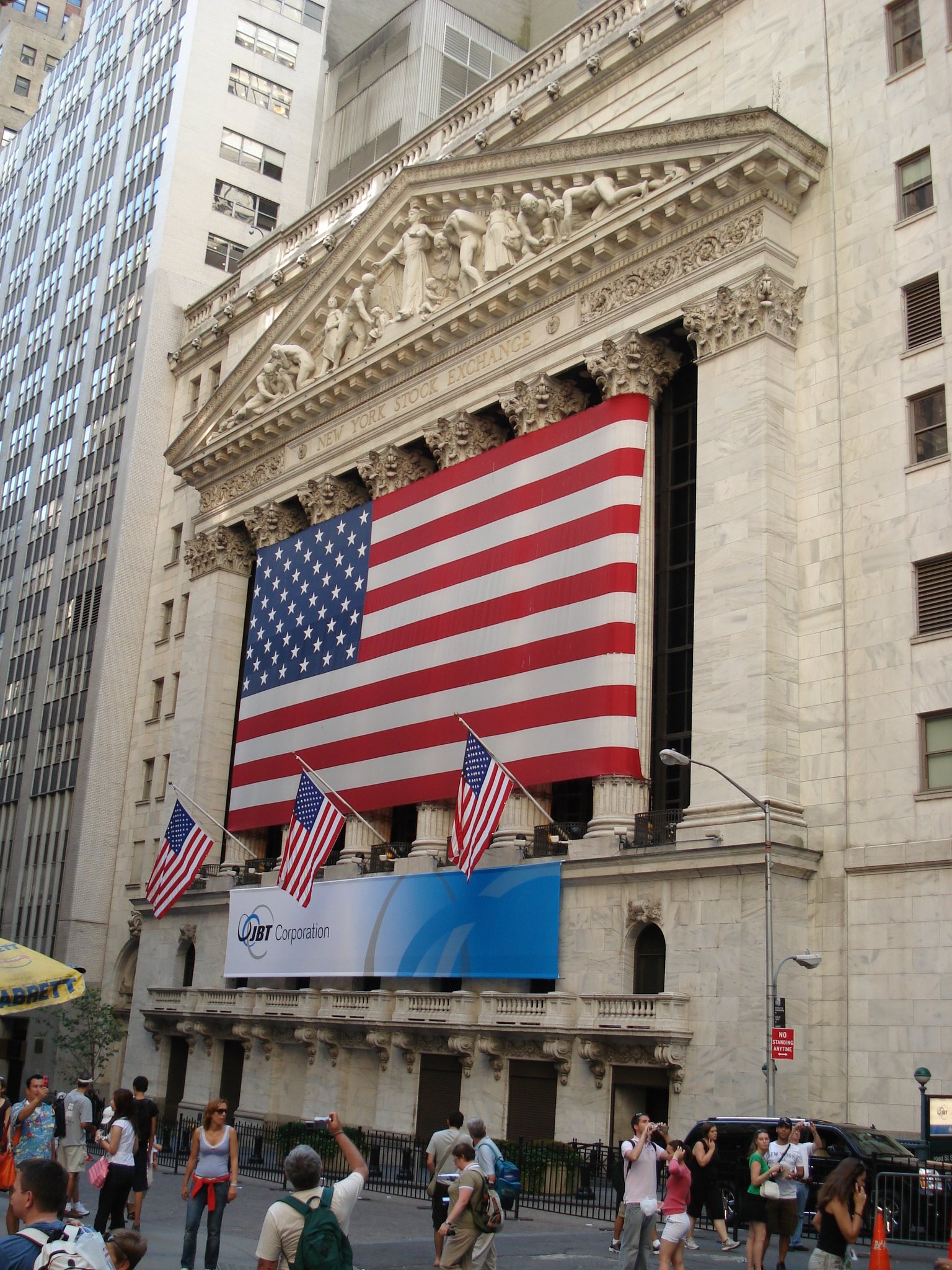
Le New York Stock Exchange en 2008.

En 1884, Charles Dow publie une liste de onze actions de référence, principalement des compagnies de chemins de fer, qui sont les premières grandes entreprises nationales. Cet indice est ensuite remodelé pour inclure les valeurs industrielles, quand il devient en 1896 officiellement l'indice Dow Jones Industrial Average.
Le volume des transactions, augmente entre 1896 et 1901, période qui voit le développement des échanges en pleins trottoirs, sur le Curb Market, ce qui nécessita la construction d'un bâtiment plus spacieux. On fit alors appel à huit architectes new-yorkais qui présentèrent leurs projets. Celui de George Browne Post proposant un imposant édifice de style néoclassique fut sélectionné. Les travaux commencèrent le 10 mai 1901 par la démolition de l'immeuble adjacent de Broad Street. Le nouveau bâtiment fut inauguré le 22 avril 1903 pour un coût total de 4 millions de dollars. Avec des dimensions de 33 sur 42,5 mètres, éclairée par un puits de lumière culminant à 22 mètres de hauteur sous plafond, la salle des marchés constituait à l'époque le plus grand volume intérieur qui pouvait se trouver à New York. Le bâtiment fut classé au National Historic Landmark et au Registre national des lieux historiques en 1978.
Le NYSE fut fermé en juillet 1914 au début de la Première Guerre mondiale pour rouvrir quelques mois plus tard, le 28 novembre, dans le cadre de la vente des bons du trésor pour aider à l'effort de guerre.

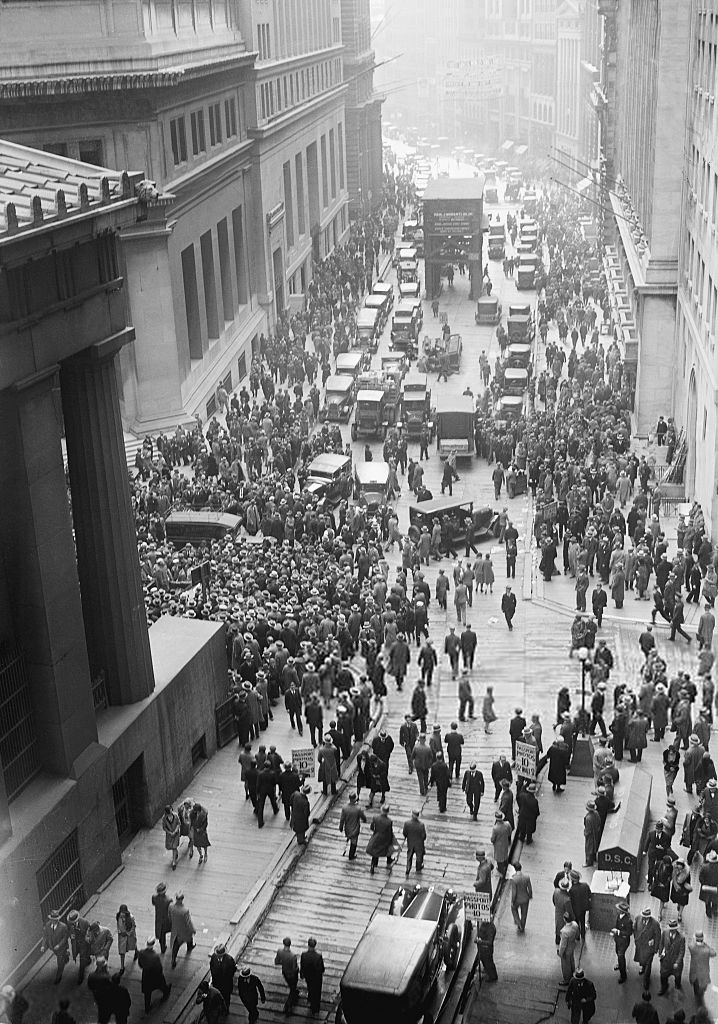
Scène du krach de 1929.

Le krach de 1929 est une crise boursière qui se déroula au New York Stock Exchange entre le 24 octobre et le 29 octobre 1929. Cet événement marqua le début de la Grande Dépression, la plus grande crise économique du XXe siècle. Les jours-clés du krach ont hérité de surnoms distincts : le 24 octobre est appelé jeudi noir, le 28 octobre est le lundi noir, et le 29 octobre est le mardi noir. Le 31 octobre 1938, les dirigeants du NYSE déploient un programme pour améliorer la protection des investisseurs et regagner la confiance des épargnants.
Depuis le 1er octobre 1934, les échanges sont surveillés comme les autres échanges de valeurs sur le territoire national par la Securities and Exchange Commission (SEC) (commission des opérations de bourse), composée alors d'un président et de 33 membres de conseil. Le 18 février 1971, le NYSE devient une société à but non lucratif et le nombre de membres de conseil est réduit à 25.
Le 24 août 1967, Abbie Hoffman, à la tête d'un groupe d'anarchistes, faisait irruption dans la salle des changes du NYSE. Ils jetèrent des faux billets de banque sur les gens qui se trouvaient plus bas. Ceux-ci se ruèrent sur les faux billets. Depuis, on a installé des barrières à cet endroit pour éviter le même genre d'événement.
Le 19 octobre 1987, le Dow Jones a chuté de 22,6 %. C'est la plus forte baisse enregistrée en une journée dans l'histoire des marchés financiers. On appelle ce jour le « deuxième lundi noir ».

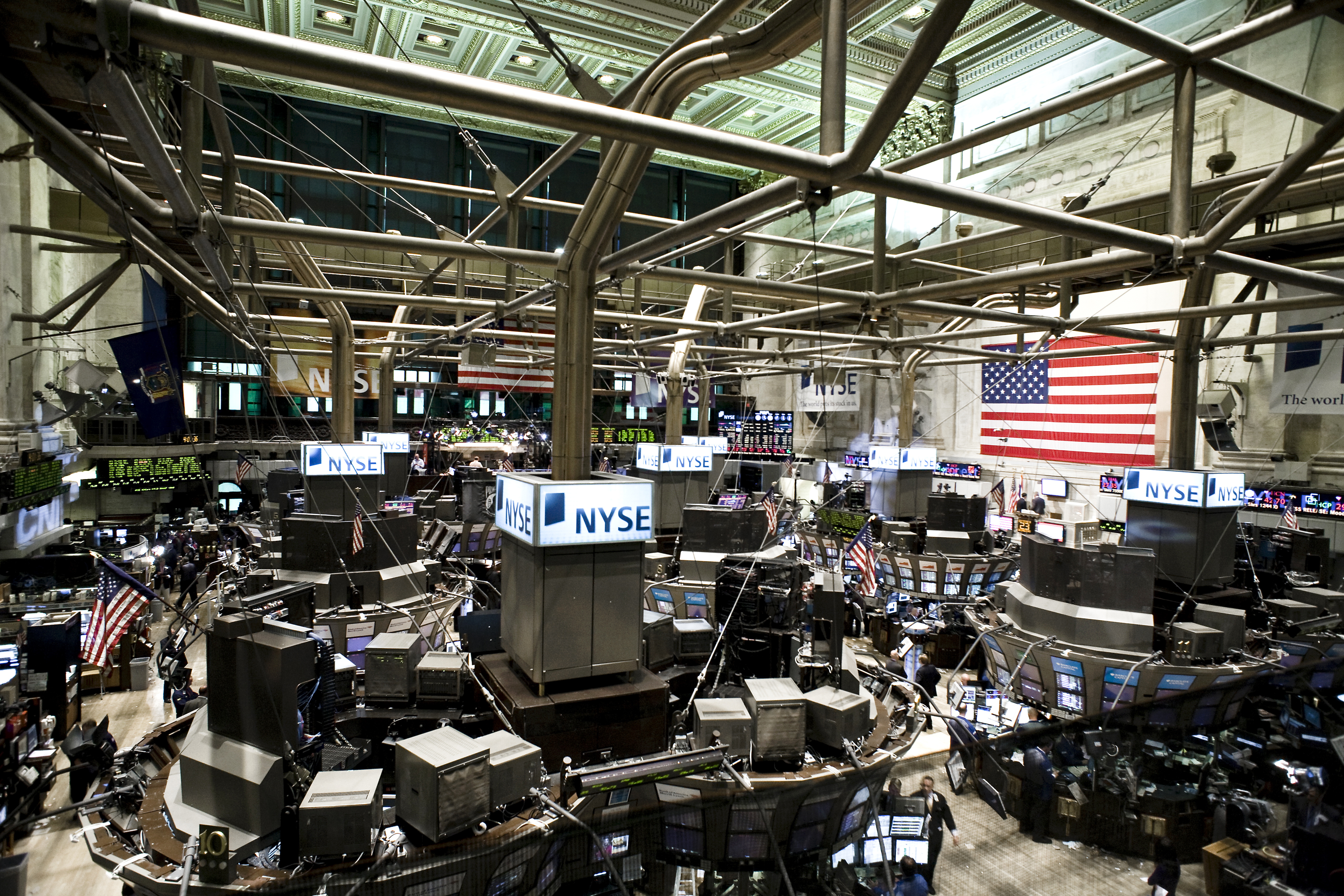
La Bourse de New York en 2009.

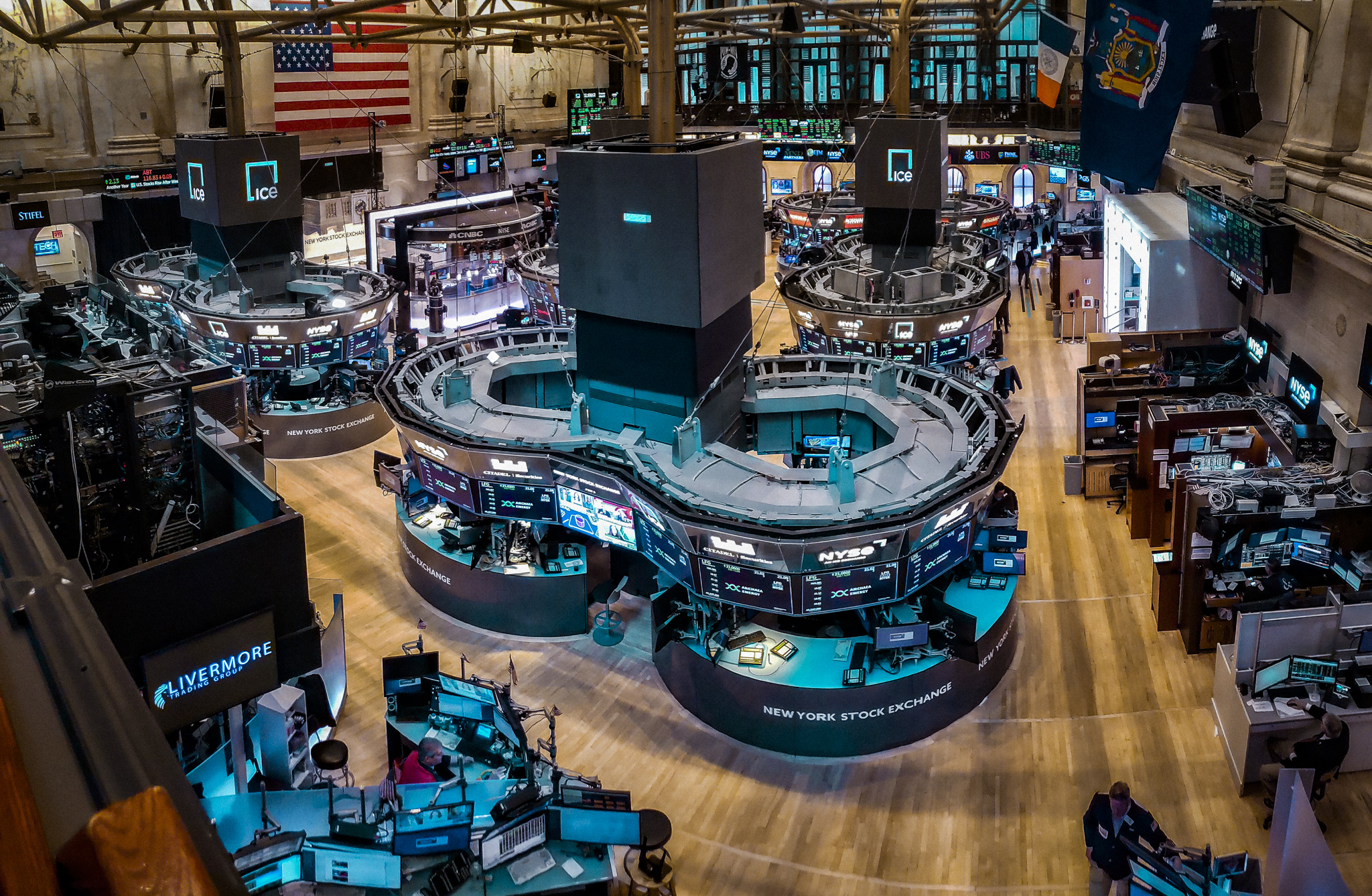
La Bourse de New York en 2022.

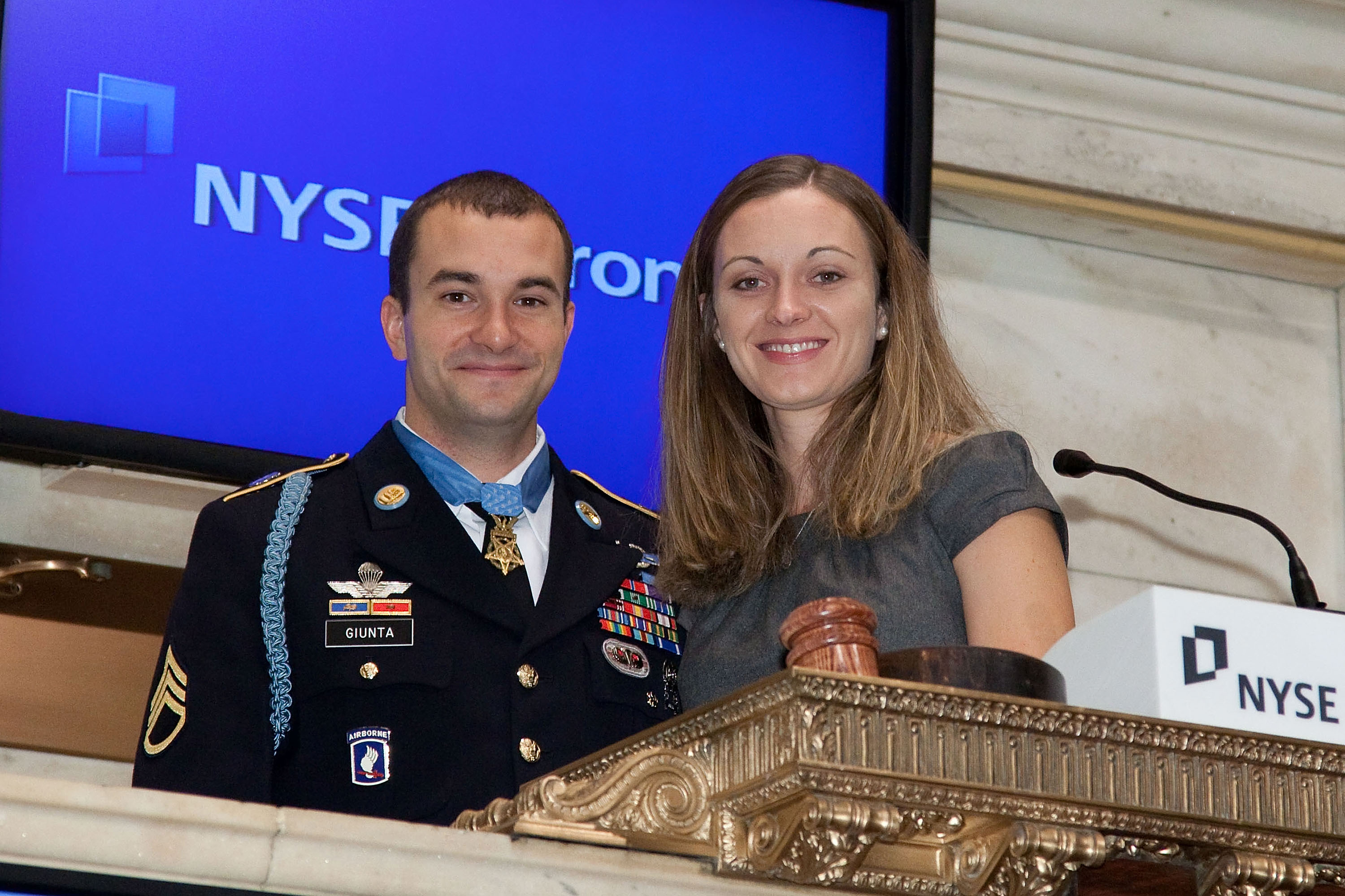
Cérémonie quotidienne d'ouverture de la séance (ici, le 22 novembre 2010).

Le 27 octobre 1997, à la suite d'une baisse de 554,26 points de l'indice du Dow Jones, les fonctionnaires chargés du commerce font appel pour la première fois au « disjoncteur » pour faire cesser les échanges. Cette décision a été très controversée, ce qui a entraîné un remplacement rapide de cette règle. Maintenant, dès que l'indice chute de 10 %, 20 %, voire 30 %, la bourse ferme alors temporairement. Cette fermeture peut durer une heure et, dans certains cas, les échanges sont clos pour le reste de la journée.
Le mercredi 26 janvier 2000, sous la direction du réalisateur Michael Moore, le groupe de rock Rage Against the Machine a joué son titre Sleep Now in the Fire devant les portes de la bourse afin de tourner son vidéoclip. Créant un mouvement de foule dans la rue et se produisant sans autorisation, le groupe a contraint les forces de l'ordre à intervenir afin de mettre un terme aux troubles.
Le NYSE est fermé du 11 au 17 septembre 2001 en raison des attentats du 11 septembre 2001 aux États-Unis.
Depuis septembre 2003, son président est un ancien dirigeant de la banque d'investissement Goldman Sachs, John Thain, qui a remplacé le controversé Richard Grasso, dont la rémunération avait fait scandale.
Le 21 avril 2005, le NYSE annonce son intention d'acquérir Archipelago Holdings.
Le 6 décembre 2005, le bureau de la bourse de New York approuve la fusion avec Archipelago, le NYSE perdant son statut de société à but non lucratif et devient une société anonyme. Il en sort alors le 8 mars 2006 une nouvelle société, le NYSE Group.
Le 1er juin 2006, le NYSE Group et Euronext fusionnent pour former NYSE-Euronext.
Le 12 novembre 2013, NYSE Euronext est racheté par ICE, qui se sépare d'Euronext en l'introduisant en bourse le 20 juin 2014.
En mai 2018, Stacey Cunningham devient la première femme présidente du NYSE.

## Capitalisation et indices
Le NYSE assure la cotation des actions de 2 764 sociétés, représentant au 31 décembre 2006 une capitalisation boursière de l'ordre de 25 000 milliards de dollars US.
Le principal indice de valeurs du New York Stock Exchange est le NYSE Composite (en), mais on lui associe généralement les grands indices nationaux américains :
- le Dow Jones Industrial Average, souvent appelé Dow Jones ou même « Dow », dont 27 des 30 valeurs le composant sont cotées sur le NYSE ;
- le Standard & Poor's 500, aussi appelé « S&P 500 » ou « SP500 ».